# エリトリア人民解放戦線民主党
エリトリア人民解放戦線民主党（エリトリアじんみんかいほうせんせんみんしゅとう、英語: Eritrean People's Liberation Front-Democratic Party）はエリトリアの非合法政党。略称EPLF-DP。

## 概要
2002年1月に民主正義人民戦線(PFDJ)による一党独裁に反対するメンバーによって結成された。代表者を含むメンバー及び綱領については公表されていない。